# Radio-télévision catholique belge
La Radio-télévision catholique belge (RTCB) est une ancienne chaîne de télévision et de radio catholique belge. Elle produisait les émissions catholiques diffusées sur les antennes de la RTBF (Radio-télévision belge francophone) en radio et en TV dans le cadre des programmes « En quête de sens ».

## Histoire
La loi du 18 juin 1930 qui fonde de l'Institut national de radiodiffusion (INR), organise notamment la diffusion sur ses ondes d'émissions radiodiffusées à caractère pluraliste par des associations privées. Pour garantir le pluralisme, l’État belge instaure des Organismes de radiodiffusion (OR) qui obtiennent un temps d’antenne sur les ondes nationales. Dans la foulée, naît en 1930 la Radio catholique belge (RCB) dirigée par Louis Picard.
Après la Seconde Guerre mondiale, l'INR accorde 52 émissions radio annuelles de 30 min à la RTCB indépendamment de la retransmission de cérémonies religieuses.
En février 1954, Louis Picard, président du Comité des émissions religieuses, supervise les premières émissions religieuses télévisées diffusées par l'Institut national de radiodiffusion (INR). La RCB devient RTCB et obtient à cette époque la diffusion télévisée de 26 émissions annuelles de 30 min.
En 2001, la RTCB est confirmée comme association représentative à laquelle peut être confiée des émissions de radio et de télévision a la RTBF en vertu de l'Arrêté du Gouvernement de la Communauté française du 22 mars 2001. La RTCB produisait ainsi chaque année 52 émissions TV de 30 min, 26 émissions TV de 10 min et 59 émissions radios de 27 min.
Á partir de 1985, l’abbé Philippe Mawet est chargé de la responsabilité liturgique des messes radio et TV diffusées par la RTBF. En 2008, Catherine Nyssens succède à l’abbé Mawet qui a assumé cette responsabilité pendant 22 ans.
En 2010, les médias catholiques (journal Dimanche, Catho.be, RCF, RTCB et CathoBel) sont réorganisés et regroupés à Wavre dans une seule structure professionnelle au sein de la Maison des Médias.
En 2013, la RTCB est absorbée par l'ASBL Coordination Catholique des Médias et de la Culture (CathoBel), association multimédia interdiocésaine belge francophone implantée à Wavre (comprenant donc les diocèses de Liège, Malines-Bruxelles, Namur et Tournai).

## Description
La Radio-télévision catholique belge (RTCB) produisait des programmes de radio et de télévision catholique qui étaient diffusés sur la Radio-télévision belge de la Communauté française (RTBF).
Elle était organisée sous le statut d'ASBL.